# Charles Rozoy
Charles Maximilien Rozoy, né le 4 mars 1987 à Chenôve (Côte-d'Or), est un nageur handisport français.

## Biographie
Licencié à l'Alliance Dijon Natation depuis 1995, Charles Rozoy, encore valide, commence une carrière, mais ses temps de qualification insuffisants ne lui permettent pas de rester au sein du pôle Espoir, où il était entrainé par Sylvain Fréville,. Un accident de moto lui paralysant le bras gauche en juillet 2008, il rejoint la natation handisport.

### Carrière sportive
En octobre 2009, lors de sa première compétition internationale à Reykjavik (Islande), il devient champion d'Europe en grand bassin du 100 mètres papillon dans la catégorie S8 avec un nouveau record d'Europe à la clé. En décembre de la même année, à Rio de Janeiro (Brésil), il devient champion du Monde en petit bassin du 100 mètres papillon de sa catégorie (S8) avec un nouveau record du monde. Il améliore son palmarès lors de ces championnats du monde avec deux médailles de bronze au 50 et 100 mètres nage libre. 
Aux Jeux paralympiques d'été de 2012 de Londres, il remporte la médaille d'or en 100 m papillon.
Après Londres, il crée une entreprise de Conférence qui lui permettra de financer sa carrière sportive en plus de ses partenaires. Il décide de continuer sa carrière jusqu’aux Jeux Paralympiques de Rio. Son objectif est clairement afficher : « Nager plus vite qu’a Londres et préparer sa reconversion ». 
Il finira finalement deux fois 4e aux Jeux paralympiques de Rio de Janeiro en réalisant son objectif de nager plus vite qu’à Londres et en ayant réussi sa reconversion sportive. 

### Carrière politique
En 2014, il choisit de s’engager en politique afin de s’investir pour la ville où il a toujours vécu, Dijon. Aux élections municipales, il est cinquième de la liste socialiste de François Rebsamen, qui est réélu maire. Il prend les fonctions de conseiller métropolitain délégué aux Équipements sportifs, et de conseiller délégué au Sport et au commerce à la ville de Dijon. 
En 2014, Charles Rozoy a été nommé personnalité qualifiée, par le préfet Pascal Mailhos, au sein du CESER Bourgogne, avant de poursuivre son engagement au sein du CESER Bourgogne-Franche-Comté. Dans ce cadre, il a joué un rôle crucial en tant que co-rapporteur sur plusieurs rapports d'importance, notamment celui intitulé 'Le numérique au service des habitants et des territoires de Bourgogne-Franche-Comté'. Adopté à l'unanimité lors de la séance plénière du 11 septembre 2020, ce rapport met en lumière les enjeux et les opportunités liés à la transformation numérique dans divers domaines tels que l'e-travail, l'e-mobilité, l'e-administration, et l'e-santé. 
En 2017, Charles Rozoy s'est fortement engagé en faveur d'Emmanuel Macron durant sa campagne présidentielle, une période qui a marqué le début de son implication dans le sport handicap à un niveau stratégique. À la suite de l'élection, il a rejoint le cabinet de Roxana Maracineanu, Ministre des Sports, où il a joué un rôle clé dans l'élaboration de la Stratégie Nationale du Sport Handicap, en se concentrant sur l'inclusion et l'optimisation de la pratique sportive pour les personnes en situation de handicap. Son travail au cabinet ministériel s'inscrit dans une démarche de long terme visant à améliorer la reconnaissance et les performances du sport handicapé en France, illustrant son engagement profond envers l'accessibilité et l'égalité dans le sport. 
Il figure en troisième position sur la liste « Dijon l'avenir ensemble » (La République en marche, Union des démocrates et indépendants, Pour Dijon, Allons enfants) menée par Sylvain Comparot pour les élections municipales de 2020 à Dijon. La liste réalise 8,80% au 1er tour et n'est donc pas en position de se maintenir pour le second tour de l’élection.  
Il annonce le 16 mars 2020 dans un communiqué qu'il met fin à sa carrière politique. En 2022, Charles Rozoy a été relais handicap du Président de la République, Emmanuel Macron, dans le cadre de sa campagne pour la réélection. Par la suite, en août de la même année, il a été désigné conseiller dans les domaines de l'école, de l'enseignement supérieur et de la formation auprès de Geneviève Darrieussecq, Ministre déléguée chargée des Personnes handicapées. Son engagement s'est prolongé lorsqu'il a assumé le rôle de conseiller éducation et l'emploi de Fadila Khattabi jusqu'en janvier 2024. Cette série de nominations souligne son implication profonde dans les politiques liées à l'accessibilité et à l'inclusion dans le secteur de l'éducation et de l'emploi pour les personnes en situation de handicap en France.  

### Carrière professionnelle
Il est actuellement visé président de la régions Nord-Ouest chez la SAUR.

## Palmarès

### Jeux Paralympiques
| Discipline / Année | Londres 2012                      | Rio de Janeiro 2016 |
| 100 m papillon     | Or 1 min 1 s 18 (Record d'Europe) | 4ème 1 min 1 s 15   |
| 50 m nage libre    | 8ème 27 s 80                      | 4ème 27 s 17        |
| 100 m nage libre   | 9ème 1 min 2 s 59                 | —                   |
| 200 m 4 nages      | 5ème 2 min 28 s 27                | —                   |
| 100 m brasse       | —                                 | 5ème 1 min 15 s 13  |

### Championnats du Monde

#### En petit bassin de25m
| Discipline / Année | Rio de Janeiro 2009 |
| 100 m papillon     | Or 1 min 0 s 56     |
| 50 m nage libre    | Bronze 26 s 67      |
| 100 m nage libre   | Bronze 58 s 08      |

#### En grand bassin de50m
| Discipline / Année  | Eindhoven 2010       | Montréal 2013       | Glasgow 2015 |
| 100 m papillon      | Bronze 1 min 1 s 97  | Bronze 1 min 1 s 36 | Argent       |
| 50 m nage libre     | 6ème 28 s 12         | Bronze 27 s 72      | —            |
| 100 m nage libre    | 5ème 1 min 2 s 14    | —                   | —            |
| 4 × 50 m nage libre | Bronze 2 min 39 s 39 | —                   | —            |
| 200 m 4 nages       | —                    | 5ème 2 min 32 s 39  | —            |

### Championnats Europe
| Discipline / Année  | Reykjavick 2009                      | Berlin 2011                        | Eindhoven 2014  | Funchal              |
| 100 m papillon      | Or 1 min 3 s 27 (Record d'Europe')   | Or 1 min 1 s 66 (Record d'Europe') | Or 1 min 2 s 03 | Argent 1 min 1 s 95  |
| 50 m nage libre     | 5ème 28 s 26 (Record de France)      | 4ème 27 s 52                       | —               | —                    |
| 100 m nage libre    | 6ème 1 min 2 s 02 (Record de France) | 6ème 1 min 2 s 74                  | —               | —                    |
| 200 m 4 nages       | —                                    | Argent 2 min 27 s 80               | —               | —                    |
| 100 m brasse        | —                                    | —                                  | —               | Bronze 1 min 14 s 52 |
| 4 × 50 m nage libre | —                                    | Bronze 2 min 44 s 53               | —               | —                    |

### Championnats de France
| Édition              | Épreuve         | Épreuve             | Épreuve             | Épreuve              | Épreuve          | Épreuve          | Épreuve              |
| Édition              | 100 m papillon  | 50 m nage libre     | 100 m nage libre    | 100 m dos            | 200 m 4 nages    | 400 m nage libre | 100 m brasse         |
| Bordeaux 2009        | Or 1 min 9 s 29 | Or 29 s 15          | Or 1 min 6 s 27     | Argent 1 min 23 s 17 | —                | —                | —                    |
| Chambéry 2009        | Or 1 min 6 s 45 | —                   | Or 1 min 6 s 16     | —                    | —                | —                | —                    |
| Amiens 2010          | Or 1 min 3 s 66 | Or 28 s 60          | Or 1 min 4 s 48     | —                    | Or 2 min 37 s 48 | Or 5 min 3 s 88  | —                    |
| St Brieuc 2010       | Or              | —                   | —                   | —                    | —                | —                | —                    |
| Amiens 2011          | Or 1 min 3 s 71 | Argent 28 s 25      | Or 1 min 4 s 10     | —                    | 2 min 37 s 11    | —                | —                    |
| Montélimar 2011      | Or 1 min 4 s 84 | —                   | —                   | —                    | —                | —                | —                    |
| Angoulême 2012       | Or 1 min 1 s 92 | Argent 27 s 86      | —                   | —                    | —                | —                | —                    |
| Strasbourg 2012      | Or 1 min 3 s 15 | —                   | —                   | —                    | —                | —                | Or 1 min 20 s 76     |
| Amiens 2013          | Or 1 min 3 s 66 | Argent 1 min 8 s 87 | Bronze 1 min 3 s 63 | —                    | —                | —                | Argent 1 min 20 s 43 |
| Hyeres 2013          | Or 1 min 4 s 75 | —                   | 4ème 1 min 6 s 23   | —                    | —                | —                | Or 1 min 21 s 04     |
| Aix en Provence 2014 | Or              | —                   | —                   | —                    | —                | —                | —                    |
| Nancy 2014           | Or 1 min 5 s 80 | —                   | —                   | —                    | —                | —                | —                    |
| Dijon 2015           | Or 1 min 2 s 60 | Or 27 s 93          | —                   | —                    | —                | —                | Or 1 min 17 s 46     |
| Montluçon 2015       | Or              | —                   | —                   | —                    | —                | —                | —                    |
| Saint Malo 2016      | Or              | —                   | —                   | —                    | —                | —                | —                    |
| Strasbourg 2017      | Or              | —                   | —                   | —                    | —                | —                | —                    |

## Distinction
- Chevalier de la Légion d'honneur en 2013[15].
- Médaille de la jeunesse, des sports et de l'engagement associatif, or (2025)[16].